# 鈴木梨乃
鈴木 梨乃（すずき りの、本名：上野 恵子（うえの けいこ）、1990年3月25日 - ）は、神奈川県横浜市出身のアイドル、女優。ファンタイム所属。

## 略歴・人物
モーニング娘。の追加メンバーオーディションで最終審査まで残ったものの不合格に終わる。しかしその悔しさが「絶対にデビューしたい」という決意に変わり、2003年、サンミュージック新人タレントオーディション歌手部門で入賞し、念願の芸能界入り。
愛称は「りのちゃん、りのすけ」。
現在はドラマ、舞台、CMなどで活躍。今後は歌手、モデル、女優など、興味のあることに全部挑戦したいと意気込みを語っている。
2007年3月、小学館発行の『週刊ヤングサンデー』創刊20周年企画でアメーバブログ（サイバーエージェント）とコラボレーションした『ミスYS・アメブロ乙女学院』というネット投票型オーディションに参加。

## 出演

### テレビドラマ
- コスメの魔法2（2005年、TBS）
- ギャルサー 第9話（2006年、日本テレビ）
- ライフ（2007年、フジテレビ） - 千葉佳美 役
- 有閑倶楽部 第7話（2007年、日本テレビ）

### 映画
- スプリング☆デイズ（2007年8月） - 秋川智恵美 役

### 舞台
- 若き獅子たち 時を駆ける（2006年）

### CM
- AMO コンプリート・コンタクト（2005年）
- コナミ コナミネットDX（2006年）

## リリース作品

### DVD
- First time（2007年8月29日、エイベックス・マーケティング・コミュニケーションズ）